# Kasberget
För andra betydelser, se Kasberget (olika betydelser).
Kasberget (fi. Roihuvuori, Helsingforsslang Roihika eller Roihis) är en stadsdel i Hertonäs distrikt. Området omges av stadsdelarna Hertonäs strand, Hertonäs industriområde, Marudd och Tammelund, och har strand vid Strömsviken och Poroviken. Avståndet till Helsingfors centrum (Järnvägstorget) är cirka 7 km fågelvägen och cirka 10 km längs med trafikleder.
År 2008 hade Kasberget 7 418 invånare. På området finns 1 070 arbetsplatser (2005). Områdets areal är 1,47 km² vilket innebär 1,25 % av Helsingfors landareal.

## Namnen i Kasberget
Tidigare var Kasberget känt som Östra Hertonäs, men namnet ändrades år 1958 enligt invånarnas önskemål. Invånarna ville att stadsdelen skulle kallas Sagolandet, eftersom många vägnamn har sagor som tema, men namnkommittén godkände inte förslaget. I stället tog man namnet av Kasbergsvägen (Roihuvuorentie). Namnet Kasbeget figurerar första gången under fortsättningskriget som luftvärnsbatteriet Kasa som fått sitt namn av närliggande Kasåker. Det finns inga historiska belägg att man under vikingatiden bränt kaser på Kasberget, utan namnet är en senare konstruktion. 
Gatunamnen kan delas in i tre grupper: 1) historiska personer som figurerat i Hertonäs och Ströms gårdar (Abraham Wetters väg), 2) sagonamn på vägar som härstammar från 1950-talet (Snövits väg, Rödluvans väg) och 3) namn baserade på äldre namn på platser (Kaskärrsvägen). 

## Historia
Från istiden finns det flera jättegrytor i Kasberget. De högsta topparna i Kasberget antas ha nått över Littorinahavet cirka 1500 f.Kr då Kasberget var en ö. Man har hittat bronsåldersfynd i närliggande Hertonäs, så området har varit bebott eller använts av människor. 
Under den svenska tiden hörde Kasberget till Hertonäs gård, som hört till släkten Jägerhorn sedan 1200-talet. Sveaborgs
grundare Augustin Ehrensvärd köpte gården år 1752 då herrgårdslivet blomstrade kring Helsingfors i och med byggandet av Sveaborg. Man avskiljde två områden av Hertonäs gård, varav den ena var Ströms gård som upprättades år 1909. 
Före första världskriget byggde tsar-Ryssland fästningar kring hela Helsingfors och Kasberget utgjorde en del av detta befästningsverk. I dag finns det kvar en kullerstensväg byggd för kanoner och skyttegravar. Under fortsättningskriget fanns luftvärnsbatteriet Kasa stationerat i Kasberget, nära den nuvarande kyrkan. 
Helsingfors inkorporerade Kasberget från Helsinge kommun år 1946. Den första stadsplanen blev klar samma år och var småhusbetonad. År 1952 gjordes en ny stadsplan för södra Kasberget och från denna plan härstammar 1950-talets Kasberget med höghus som placerats enligt terrängens former. År 1958 blev Kasbergets köpcentrum klart samtidigt som biblioteket. Man har fyllt ut byggnadsbeståndet under 1960-1990-talen. Kyrkan år från år 1970. 1990-talets byggande har koncentrerats kring Ströms gård, Poroviken och Hertonäs gård.

## Dagens läge
Kasbergssällskapet fungerar som stadsdelens intresseorganisation. Roihuvuoren Roihu ordnar idrottsverksamhet. I Kasberget fungerar också Östra Helsingfors musikinstitut.
Det håller på att ske ett generationsskifte i Kasbergets hisslösa höghus från 1950-talet. Medelstrorleken på lägenheterna är omkring 50 kvadratmeter, vilket ökat efterfrågan på familjelägenheter, medan unga flyttat in. Man planerar bygga några nya höghus i området och dessutom planeras en ny metrostation mellan Kasberget och Kasåker. 

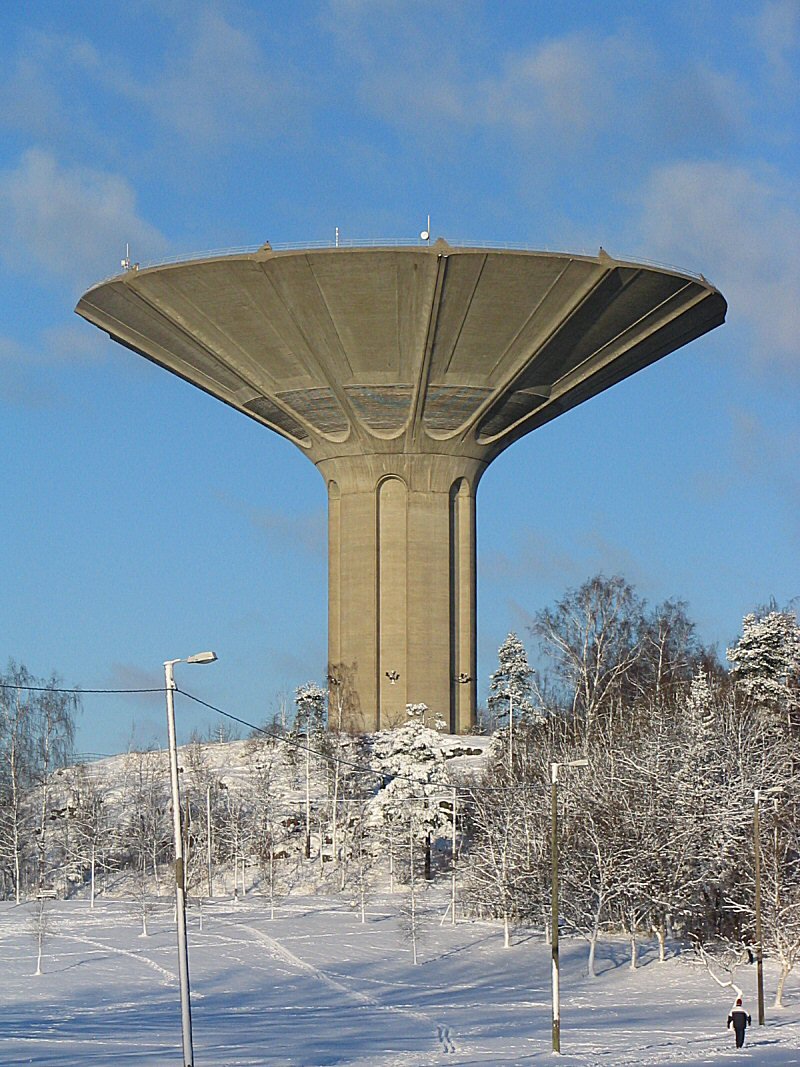
Vattentornet i Kasberget
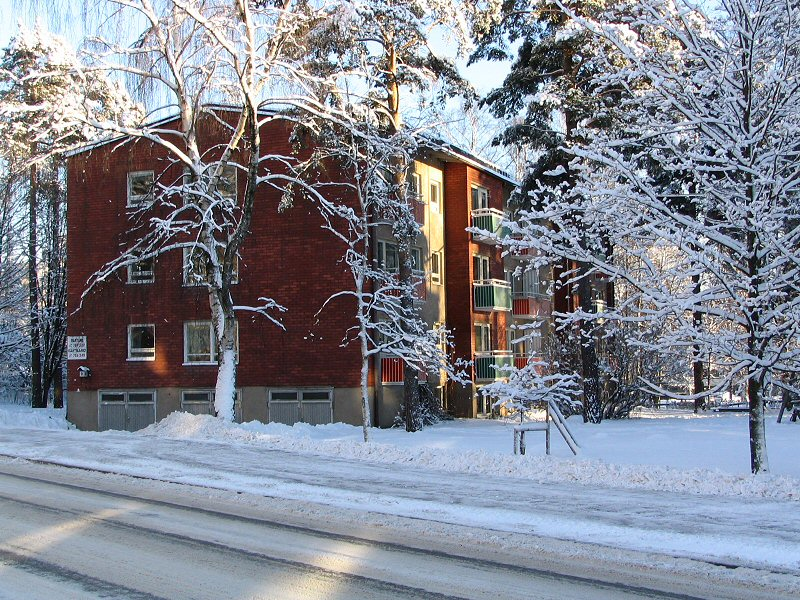
Ett frontmannahöghus
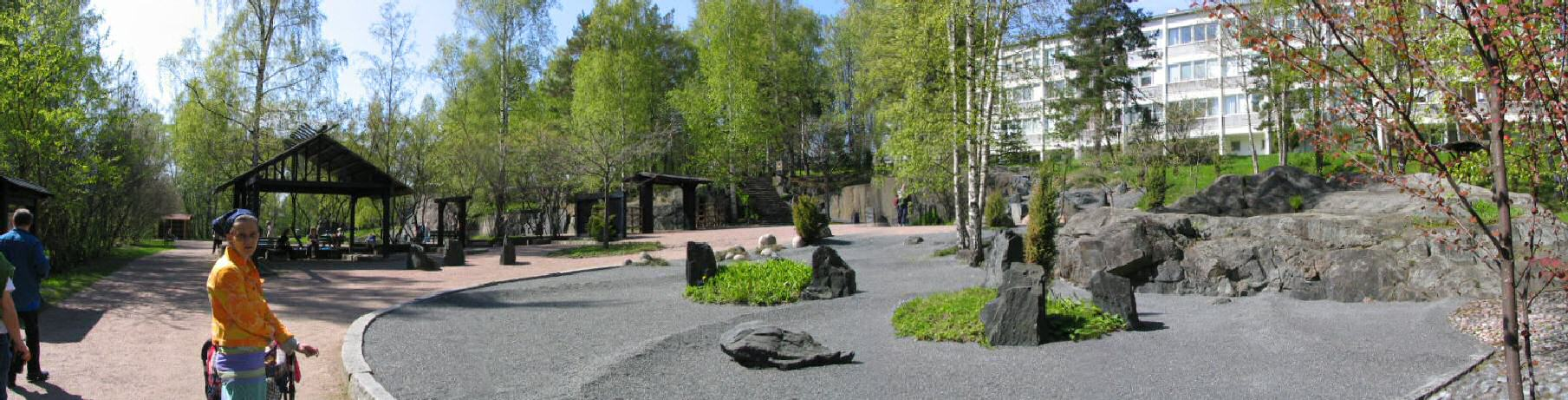
Den japanska trädgården i Kasberget
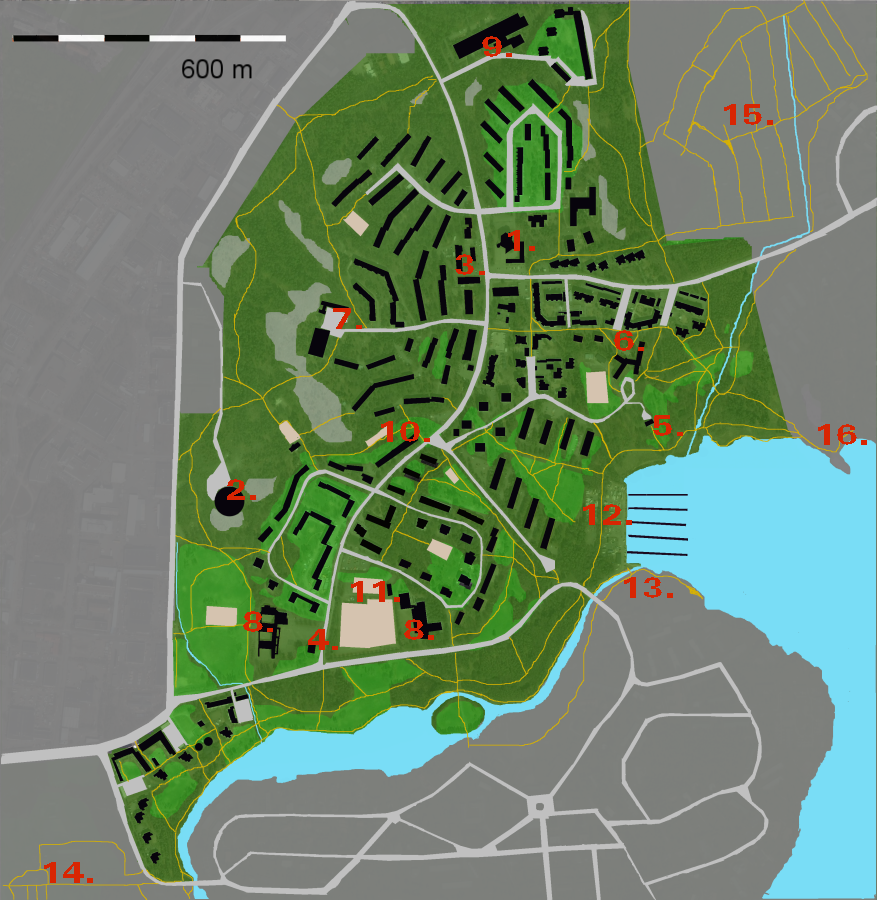
Karta